# Relaciones Corea del Norte-Serbia
Las relaciones entre la República Democrática Popular de Corea y la República de Serbia se remontan al establecimiento de relaciones diplomáticas entre esta primera y la República Federal Popular de Yugoslavia, ente anterior de Serbia, el 30 de octubre de 1948.
Las relaciones entre ambos países fueron muy cercanas, debido a que ambos estuvieron en posiciones neutrales dentro del bloque comunista cuando ocurrió la ruptura sino-soviética. Ambos países mantuvieron una embajada en el país del otro hasta el año 2001, en el que tras el final de las guerras yugoslavas, ambos países decidieron prescindir de sus embajadas por razones económicas, siendo desde entonces labor del embajador serbio en Pekín, China los asuntos norcoreanos al mismo tiempo que la labor de los asuntos serbios pasó a ser del embajador norcoreano en Bucarest, Rumania.

## Historia

### Etapa socialista de Yugoslavia
Las relaciones entre la República Democrática Popular de Corea de Kim Il-sung y la entonces República Federal Popular de Yugoslavia del mariscal Tito fueron muy estrechas. Ambos líderes pugnaron por mantener su neutralidad durante los sucesos de la ruptura sino-soviética y consiguieron mantener relaciones amistosas con la Unión de Repúblicas Socialistas Soviéticas y la República Popular de China. Ambos países se convirtieron asimismo en miembros del Movimiento de Países No Alineados.

### Guerras yugoslavas
Durante el bombardeo de la OTAN sobre Yugoslavia en 1999, el gobierno de Corea del Norte hizo una condena por la agresión de la OTAN a Serbia. El entonces ministro de exteriores norcoreano, Paek Man Sun expresó su respaldo total al gobierno serbio frente a la OTAN, y solicitó a la comunidad mundial que impidiese el uso de la fuerza militar por parte de los Estados Unidos en Kosovo. 
En febrero del 2000, una delegación del Partido del Trabajo de Corea participó en el 4.to Congreso del Partido Socialista de Serbia y un representante, Kim Man Ik, hizo un discurso condenando el imperialismo estadounidense en las guerras yugoslavas, también expresó la solidaridad con el gobierno serbio y el presidente Slobodan Milošević. Sobre las actuaciones militares serbias en Kosovo, Kim dijo: «El pueblo y las fuerzas armadas de Yugoslavia, determinadas a defender hasta el final la soberanía de su país, se han movilizado valientemente en una guerra sagrada contra la agresión de las fuerzas proestadounidenses de la OTAN y han demostrado con creces al resto del Mundo su infatigable voluntad y su heroísmo.»

### Relaciones posteriores a la disolución yugoslava
Desde que el 21 de mayo de 2006, Montenegro se independizase y se diese fin a la Unión Estatal de Serbia y Montenegro, por lo que Serbia quedó como único remanente de lo que fue Yugoslavia, las relaciones bilaterales con Corea del Norte fueron algo más frías, puesto que ninguno de los dos países mantenía ya una embajada en el otro, mientras que las relaciones comerciales se mantuvieron estables, si bien nunca fueron demasiado significativas.
En marzo de 2017, el embajador norcoreano en Rumania, Ri Pyong Du realizó una visita oficial a Belgrado para reafirmar el apoyo de Corea del Norte a la posición de Serbia sobre la cuestión de Kosovo. Por su parte, el ministro serbio de exteriores, Ivica Dacic expresó que se necesitaba una solución diplomática para poner fin a la crisis de Corea del Norte de 2017–18.

### Cronología de los acuerdos bilaterales
- 25 de mayo de 1971: Acuerdo de comercio.
- 4 de septiembre de 1973: Acuerdo de la supresión de visas entre ambos países.
- 4 de noviembre de 1974: Acuerdo de cooperación cultural.
- 22 de febrero de 1975: Acuerdo de cooperación respecto a una comisión consultiva para la economía y la ciencia.
- 6 de noviembre de 1975: Acuerdo sobre servicios aéreos.
- 11 de diciembre de 1975: Acuerdo sobre cooperación en telecomunicaciones.
- 20 de febrero de 1978: Acuerdo de cooperación en salud, investigación médica y farmacéutica.
- 20 de septiembre de 1978: Acuerdo para proveer de servicios gratuitos a cargo del personal diplomático y sus familias basado en la reciprocidad.
- 4 de marzo de 1982: Acuerdo de la supresión mutua de visas entre ambos países para ciudadanos de los dos países que portasen pasaportes ordinarios en vuelos de negocios.
- 15 de noviembre de 1995: Protocolo de cooperación entre ambos ministerios de exteriores.
- 3 de diciembre de 1997: Ratificación de acuerdos entre la República Federal de Yugoslavia y la República Democrática Popular de Corea recordando los tratados en vigor entre ambos países.
- 26 de agosto de 1998: Acuerdo de promoción y protección de las inversiones mutuas.
- 15 de marzo de 2001: Programa de intercambio para el periodo 2001-2003.

## Relaciones comerciales
Aunque históricamente ambos países han estado muy unidos, las economías de ambos han impedido que esta relación supusiese un aumento considerable de la economía de ninguno de ellos. Así, durante la presidencia de Slobodan Milošević, último presidente de la RSF de Yugoslavia, único presidente de la República Federal de Yugoslavia y primer presidente de la República de Serbia, se calculó que el intercambio comercial entre abos países apenas se tasaba en 1,37 millones de euros.